# Список міністрів закордонних справ Азербайджану
Список Міністрів закордонних справ Азербайджану

## Міністри закордонних справ Азербайджана
| #  | Міністр                                 | Фото | Термін        |
| -- | --------------------------------------- | ---- | ------------- |
| 1  | Гаджинський Мамед-Гасан Джафаркули огли |      | 1918 — 1918   |
| 2  | Топчибашев Алімардан-бек                |      | 1918 — 1918   |
| 3  | Хойський Фаталі Хан Іскендер огли       |      | 1918 — 1919   |
| 4  | Мамед Юсіф Гаджибаба огли Джафаров      |      | 1919 — 1919   |
| 5  | Хойський Фаталі Хан Іскендер огли       |      | 1919 — 1920   |
| 6  | Наріман Наріманов                       |      | 1920 — 1921   |
| 7  | Мірза Давуд Гусейнов                    |      | 1921 — 1921   |
| 8  | Алієв Махмуд Ісмаїл огли                |      | 1944 — 1946   |
| 9  | Алієв Махмуд Ісмаїл огли                |      | 1946 — 1958   |
| 10 | Таїрова Таїра Акпер кизи                |      | 1959 — 1983   |
| 11 | Кафарова Ельміра Мікаїл кизи            |      | 1983 — 1987   |
| 12 | Садиков Гусейн-Ага Муса огли            |      | 1988 — 1991   |
| 13 | Садиков Гусейн-Ага Муса огли            |      | 1992 — 1992   |
| 14 | Гасимов Тофік Масім огли                |      | 1992 — 1993   |
| 15 | Салсамов Альберт                        |      | 1993 — 1993   |
| 16 | Гасанов Гасан Азіз огли                 |      | 1993 — 1998   |
| 17 | Зульфугаров Тофік Надір огли            |      | 1998 — 1999   |
| 18 | Гулієв Вілаят Мухтар огли               |      | 1999 — 2004   |
| 19 | Мамед'яров Ельмар Магеррам огли         |      | з 2004 - 2020 |
| 20 | Байрамов Джейхун Азіз огли              |      | з 2020        |